# Conservatorio della Pietà dei Turchini

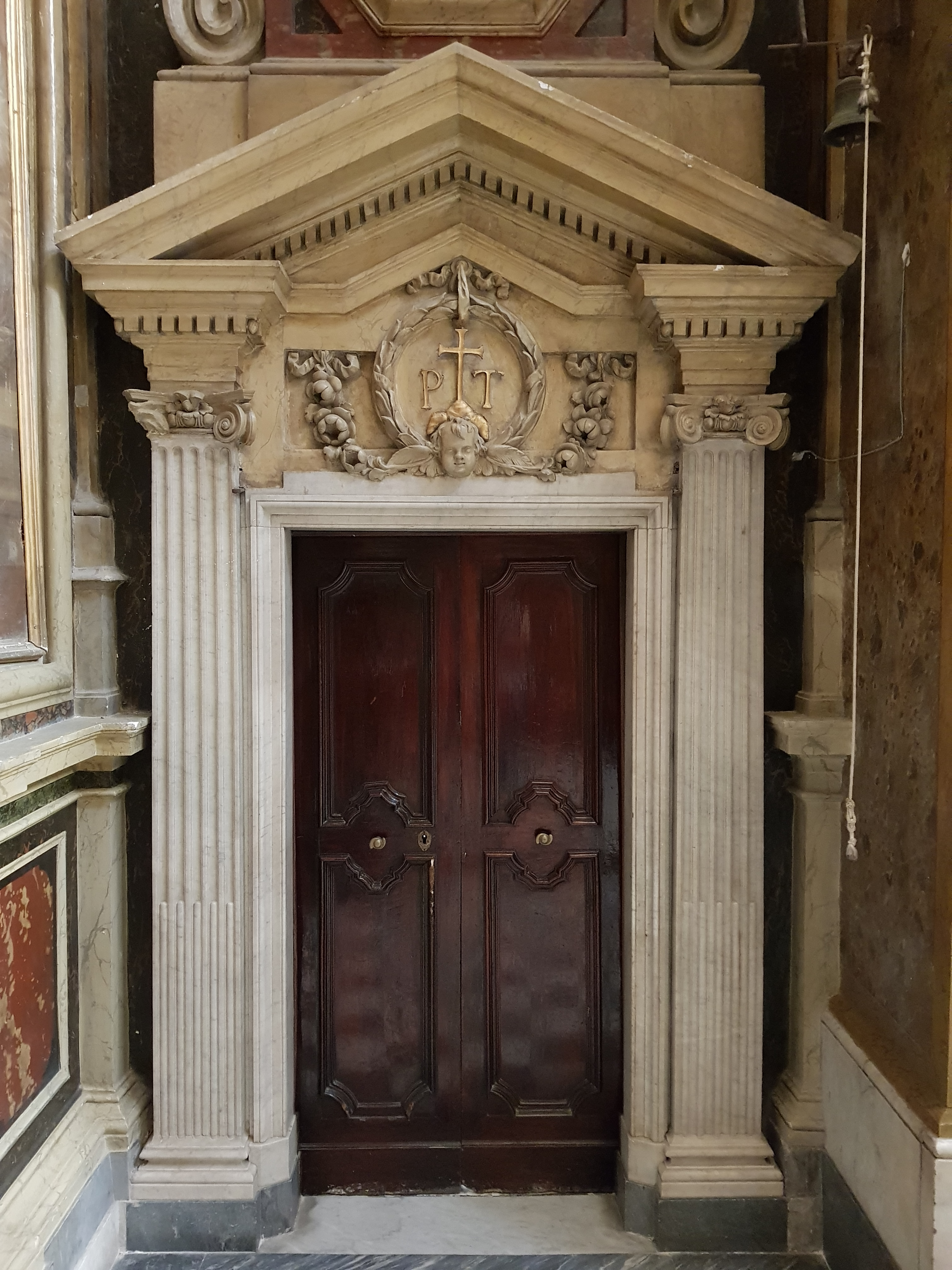
Eine Tür mit dem Wappen der Pietà dei turchini in der gleichnamigen Kirche

Das Conservatorio della Pietà dei Turchini („Konservatorium der Pietà der Türkisgewandeten“) war eines der vier berühmten Waisenhäuser und Konservatorien von Neapel, aus denen im 17. und 18. Jahrhundert die Neapolitanische Schule hervorging. Anfang des 19. Jahrhunderts gingen sie in der Neugründung des heute noch existierenden Conservatorio San Pietro a Majella auf.

## Geschichte
Das Institut wurde 1583 gegründet, durch Mitglieder der wohltätigen Bruderschaft dei Bianchi dell’Incoronatella, die seit 1573 ihren Treffpunkt in der Chiesa dell’Incoronatella hatten.
1592 beschlossen die Leiter (Governatori) der Incoronatella ein Waisenhaus zu eröffnen, das mit einer großen Kirche gekoppelt war, in der die Statue der Beatissima Vergine della Pietà verehrt wurde. Der Name des Waisenhauses lautete daher zunächst Santa Maria della Pietà dei figlioli, es wurde jedoch später in conservatorio della Pietà dei Turchini umgetauft, weil die hier erzogenen Kinder türkisfarbene Kleidung und Barette trugen und daher li turchini („die Türkisgewandeten“) genannt wurden (Auch die Kinder der anderen drei Waisenhäuser waren an der Farbe ihrer Kleidung zu erkennen).
Die Pietà dei Turchini war von Anfang an besonders gut organisiert und wurde sogar vom König von Spanien unterstützt. Sie war auch die langlebigste Musikschule Neapels, die im Gegensatz zu den anderen dreien auch nicht geschlossen, sondern nur verlegt wurde: nachdem sie sich im 18. Jahrhundert mit den  beiden Konservatorien Sant’Onofrio a Porta Capuana und Santa Maria di Loreto zusammengeschlossen hatte, kam es 1807 zur Neugründung als Real collegio di Musica (Königliches Musikkolleg). Der Sitz des neuen Konservatoriums und die verbliebenen Schüler des alten wurden zunächst im Monastero della Dame di San Sebastiano einquartiert, und 1826 ins Convento dei Padri Celestini di San Pietro a Majella. So ging die Pietà dei Turchini also letztendlich im noch heute bestehenden Conservatorio San Pietro a Majella auf, in dessen Besitz sich auch noch die wertvollen Sammlungen der Pietà dei Turchini befinden, bestehend aus Noten und Partituren der bedeutendsten Komponisten der neapolitanischen Schule, und aus Büchern mit Daten über die Verwaltung des ehemaligen Konservatoriums.
An die Pietà dei Turchini erinnert heute noch die Kirche Santa Maria Incoronatella della Pietà dei Turchini in der via Medina; sie liegt zwischen zwei ehemaligen Gebäudeflügeln des Konservatoriums, die sich heute in Privatbesitz befinden.

## Lehre
Der Musikunterricht begann Anfang des 17. Jahrhunderts. Der erste dokumentierte Musiklehrer war Don Lelio d'Urso, zwischen 1615 und 1622; auf ihn folgte von 1622 bis 1626 Giovanni Maria Sabino, der als erster Leiter (maestro) des Konservatoriums gilt, und auch als sein erster offizieller Kapellmeister. Während seiner Glanzzeit gehörten zu den Lehrern Komponisten wie Giovanni Salvatore, Francesco Provenzale, Nicola Fago und Leonardo Leo, und es wurden zahllose Sänger – besonders Kastraten – und Instrumentalisten ausgebildet, die vor allem in den Kirchen und an den Theatern der Stadt, dem Teatro San Bartolomeo und ab dem 18. Jahrhundert am Teatro San Carlo, ihren Lebensunterhalt fanden.
Wie an den anderen drei Musikschulen Neapels gab es nur einen einzigen Lehrer für Streichinstrumente und einen für Blasinstrumente. Im Gegensatz zu den anderen drei Schulen galt die Atmosphäre an der Pietà dei Turchini als „menschlicher“: Schlafsäle und andere Räumlichkeiten waren geräumig, die Lebensbedingungen von besserer Qualität, es gab auch eine eigene Bäckerei, eine eigene Krankenstation und eine Apotheke.

### Leiter
Es folgt eine Auflistung der Leiter (primi maestri) des Conservatorio della Pietà dei Turchini, mit ihrer jeweiligen Wirkungszeit:
- Lelio d'Urso (1615–1622)
- Giovanni Maria Sabino (1622–1626)
- Francesco Lombardi (1626–1630)
- Giacinto Anzalone (1630–1657)
- Domenico Vetromile (1657–1662)
- Giovanni Salvatore (1662–1673)
- Francesco Provenzale (1673–1701)
- Gennaro Ursino (1701–1705)
- Nicola Fago (1705–1740)
- Leonardo Leo (1741–1744)
- Lorenzo Fago (1744–1793)
- Niccolò Piccinni (1792)
- Nicola Sala (1793–1799)
- Giacomo Tritto (1799–1800)

### Lehrer und Schüler
Die Daten geben hier die Lebenszeit an.
Bedeutende Lehrer:
- Gaetano Greco (um 1657–1728)
- Francesco Mancini (1672–1737)
- Pasquale Cafaro (1715–1787)
- Giovanni Furno (1748–1837)

Bedeutende Schüler:
- Luigi Caruso
- Francesco Feo (1691–1761)
- Giuseppe de Majo (1697–1771)
- Giacomo Tritto (1733–1824)
- Giovanni Battista Borghi (1738–1796)
- Gasparo Ghiretti (1747–1797)
- Ferdinando Paër (1771–1839)
- Gaspare Spontini (1774–1851)
- Michelangelo Vella
- Pietro Antonio Coppola[5] (1793–1876)

## Bibliografia
- AA.VV.: Il Conservatorio di San Pietro a Majella, Editrice Electa, 2008. ISBN 978-88-510-0514-6